# Sveti Kuzam
Sveti Kuzam je mjesni odbor grada Rijeke.

## Mjesni odbor
Mjesni odbor Sveti Kuzam osnovan je zaključkom o utvrđivanju osnivanja mjesnih odbora prema odluci Poglavarstva Grada Rijeke na sjednici održanoj 21. prosinca 1993. godine. Trenutni predsjednik je Lorenzo Tommasi (HNS).

## Zemljopis
Sveti Kuzam je smješten na krajnjem istoku područja grada Rijeke, a nalazi se između brda Turčina (ispod njega su se 1527. utaborili Turci), Sopalj, Veli Čun (gdje je od 1976. izgradnja industrijske zone aktivna), te na prijevoju između Sušačke drage i Bakra (Draški potok) i mjesta Škrljeva. Mjesni odbor teritorijalno graniči s mjesnim odborom Draga, Gradom Bakrom i općinom Kostrena.

## Povijest
Nema sumnje kako naselje Vitoševo potječe još iz davnina, a isto je dobilo ime prema legendama koje govore; da je prvi stanovnik bio imenom Vitoša, a druga govori o šumovitom kraju prepunom "ptica ševa koje su po zraku vitlale", a još i danas su vidljivi znaci; ostatci stare crkvice iz 1080. g. "Sv. Kuzme i Damjana", na ruševinama prijašnje crkve 1735. g. građena i zgrađena današnja crkva sv. Kuzme i Damjana, a podrijetlo vodi od katoličkih svetaca braće Kuzme i Damjana, narodnih liječnika.
Zatim ostaci zarušenog i napuštenog naselja Selce za kojeg se prepostavlja da je osnova današnjeg Svetog Kuzma. Naseobina se kroz stoljeće formulirala u tri skupine kuća: Sv. Kuzam – Ketina – Vitoševo/Baraći. Domaća prezimena starosjedilaca su: Kopajtić, Kundić, Pavletić, Vičević, Šepić. Tadašnje stanovništvo najviše se bavilo stočarstvom (godine 1870. izgrađen je prostor za stočni sajam na polju zvanom "Placa" u Sv Kuzmu) i vinogradarstvom, proizvodnjom vina odnosno grožđa koje je zakonom bilo stimulirano i butiljirano kao vino slakastog okusa naziva Francez. Izgrađena je "pučka šterna", pojilište za stoku u koju se voda 1914. sakupljala s krovišta crkve, a i okupljalište ljudi u sklapanju posla (danas kao etnografska cjelina stare jezgre Svetog Kuzma). Isto je uvjetovalo razvoj mesarstva, krčmarenja i uzgoja vinove loze, o čemu svjedoči čak šest gostionica vlasnika: Kundić, Kurpis, Kopajtić, Tićac, Šepić, Pavletić.
Sveti Kuzam poznat je i po pomorcima koji su plovili po svijetu na jedrenjacima. Poznat je i portal kuće zvane Dinarovica patricija, posjednika i carinika iz vladavine rimskog carstva, zatim kuća izgrađena 1910. g. čiji je vlasnik bio Danilo, financijski austrougarski službenik na granici nazvana "Danilov dom", iz čega se vidi da je Sveti Kuzam bio važno raskrižje kojim se vodila trgovina i promet ljudi. Iste godine izgrađeno je željezničko stajalište Sveti Kuzam na pruzi Zagreb - Rijeka.
Veliki potres 1323. g. i 1790. godine, zahvatio je područje Svetog Kuzma i okolice, kolera je 1855. godine uzela mnoge živote na području primorja pa su hodočasnici dolazili u crkvu Svetog Kuzme i Damjana s nadom da će ih moći svetaca izliječiti, razdoblje ekonomske krize ostavio je traga 1900-ih, Drugi svjetski rat uzeo je žrtve 1942. g. mladiće koji su streljani, u Domovinskom ratu su sudjelovali mladi Svetog Kuzma. Čitaonica naziva "Petar Preradović" osnovana je 1937. g. na mjestu današnjeg "Hrvatskog doma" i djelovala do 1945. godine.

## Običaji
Jedinstveni običaj iz davnina je Kuzminja, crkvena svetkovina koja se održava 26. rujna svake godine, kada se posjećuje crkva Sv. Kuzme i Damnjana, a vjernici u nadi ozdravljenja moćima svetaca, ostavljaju zavjetne darove. Tada se u naselju skupi mnogo svijeta iz okolnih i daljih krajeva da bi uz pečenu janjetinu, slani sir i mlado vino, koje se po posebnoj dozvoli carice Marije Terezije smjelo jedino u Svetom Kuzmu prodavati, proveli dan. Crkva pripada župnom uredu Bakar.

## Kultura
U Svetom Kuzmu djeluje Kulturno društvo "Svetog Kuzme i Damjana" poznato po projektu "Forma VIVA – galerija na otvorenom" gdje umjetnici doniraju putem – kiparske radionice - svoje skulpture u kamenu i tako mjesto Sveti Kuzam promoviraju diljem cijele Hrvatske pa i dalje.
Te djelatnosti uvjetovale su jačem razvijanju ugostiteljske djelatnosti i ostalog malog obrtništva.